# Ermita de San Segundo del Río Adaja
La ermita de San Segundo del Río Adaja es una ermita extramuros de la ciudad española de Ávila, en la comunidad autónoma de Castilla y León.

## Historia y características
A pesar de haber sufrido una importante remodelación en el siglo XVI, mantiene algunos elementos románicos primigenios fechados en el siglo XIII. La tradición cuenta que en 1519 se halló un sepulcro con los restos de San Segundo, legendario primer obispo de Ávila, en la ermita, por entonces dedicada a San Sebastián, y que antes también había estado dedicada a Santa Lucía durante el transcurso de unas obras de remodelación de los espacios interiores. Presenta una triple cabecera con ábsides semicirculares.
La iglesia parroquial fue declarada monumento histórico-artístico —antecedente de la figura de bien de interés cultural— el 23 de junio de 1923 por Real Orden.

## Galería de imágenes

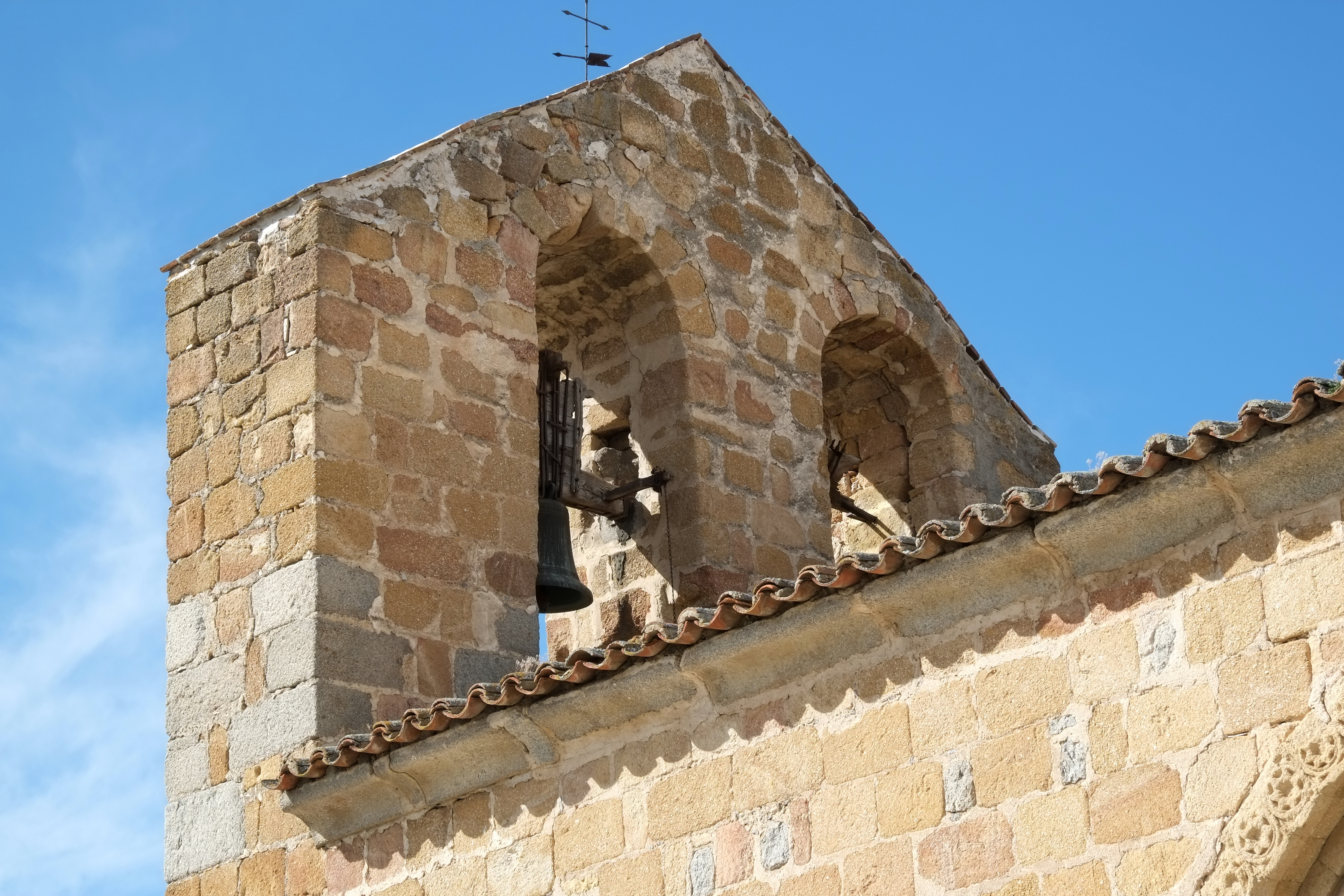
Espadaña de la ermita
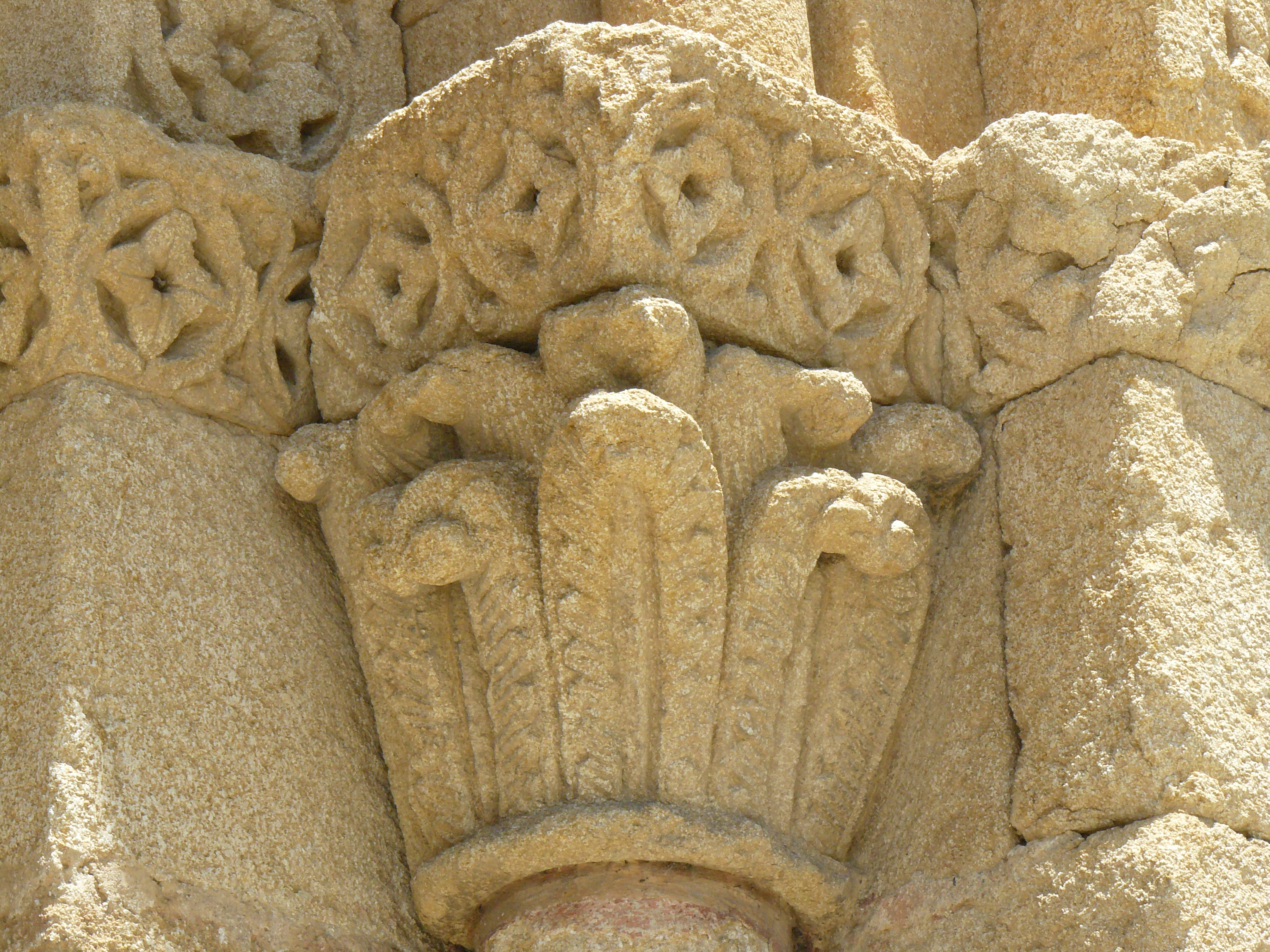
Detalle de un capitel de la ermita
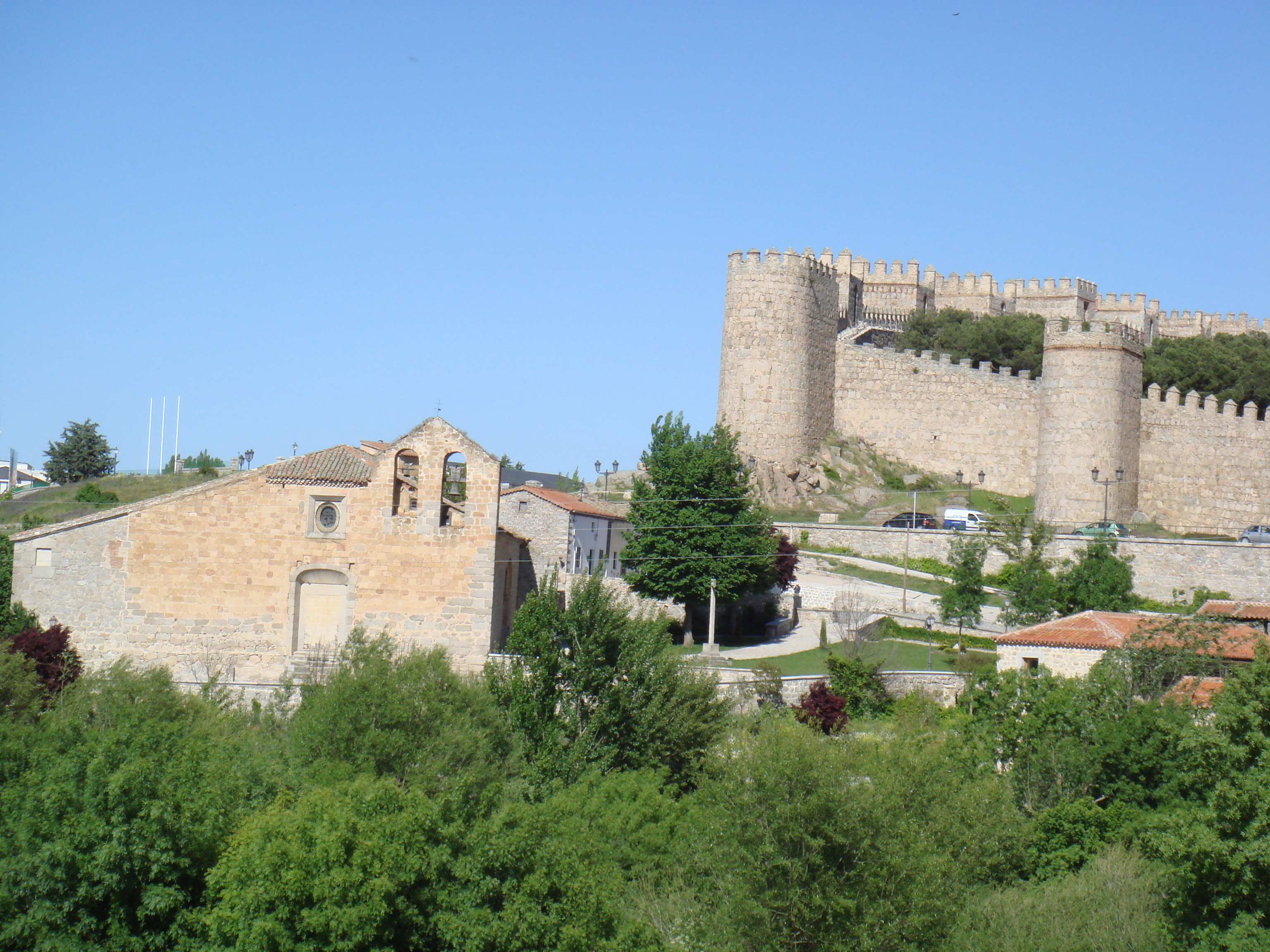
Ubicación extramuros respecto de las murallas
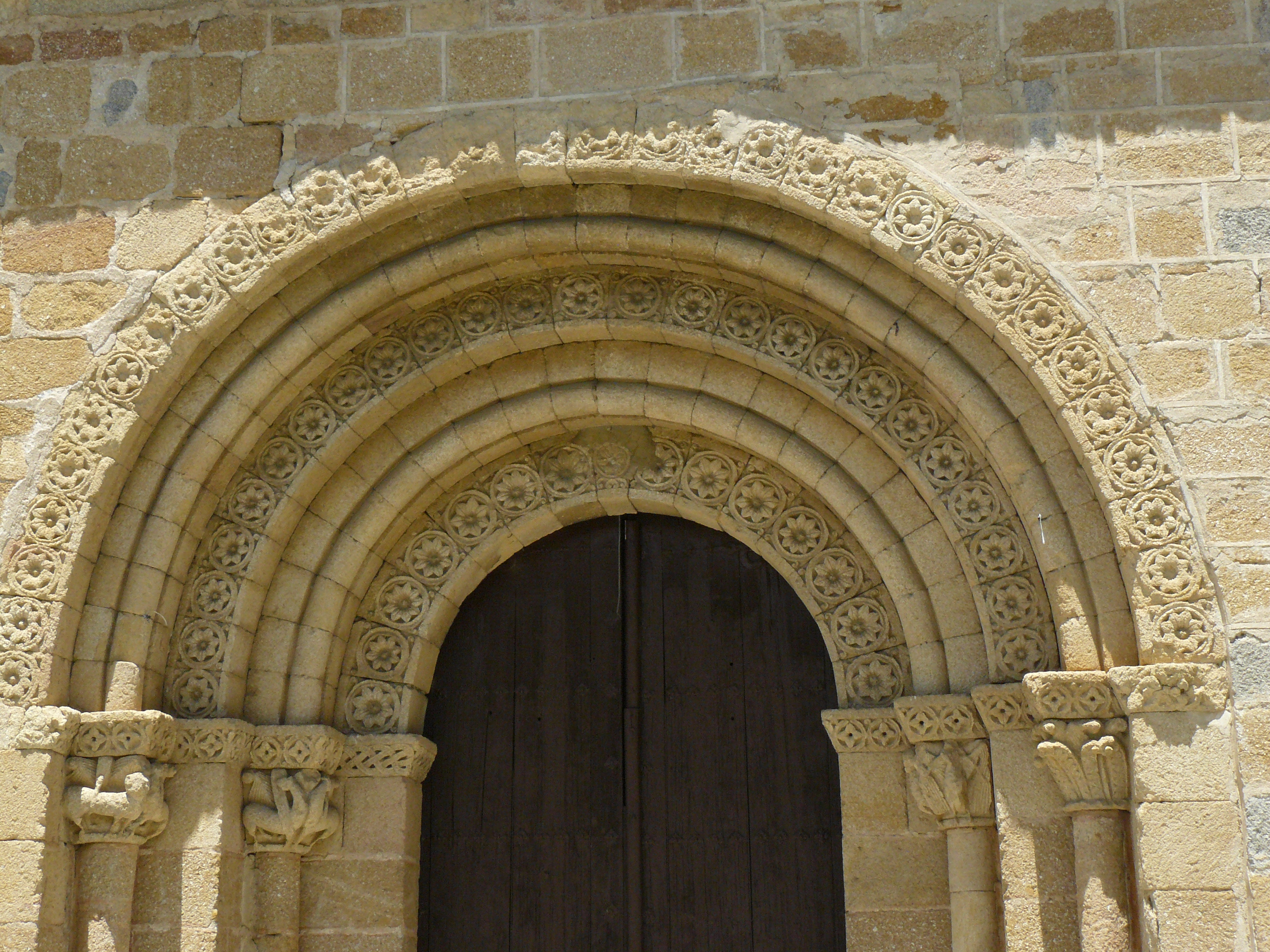
Detalle de la portada
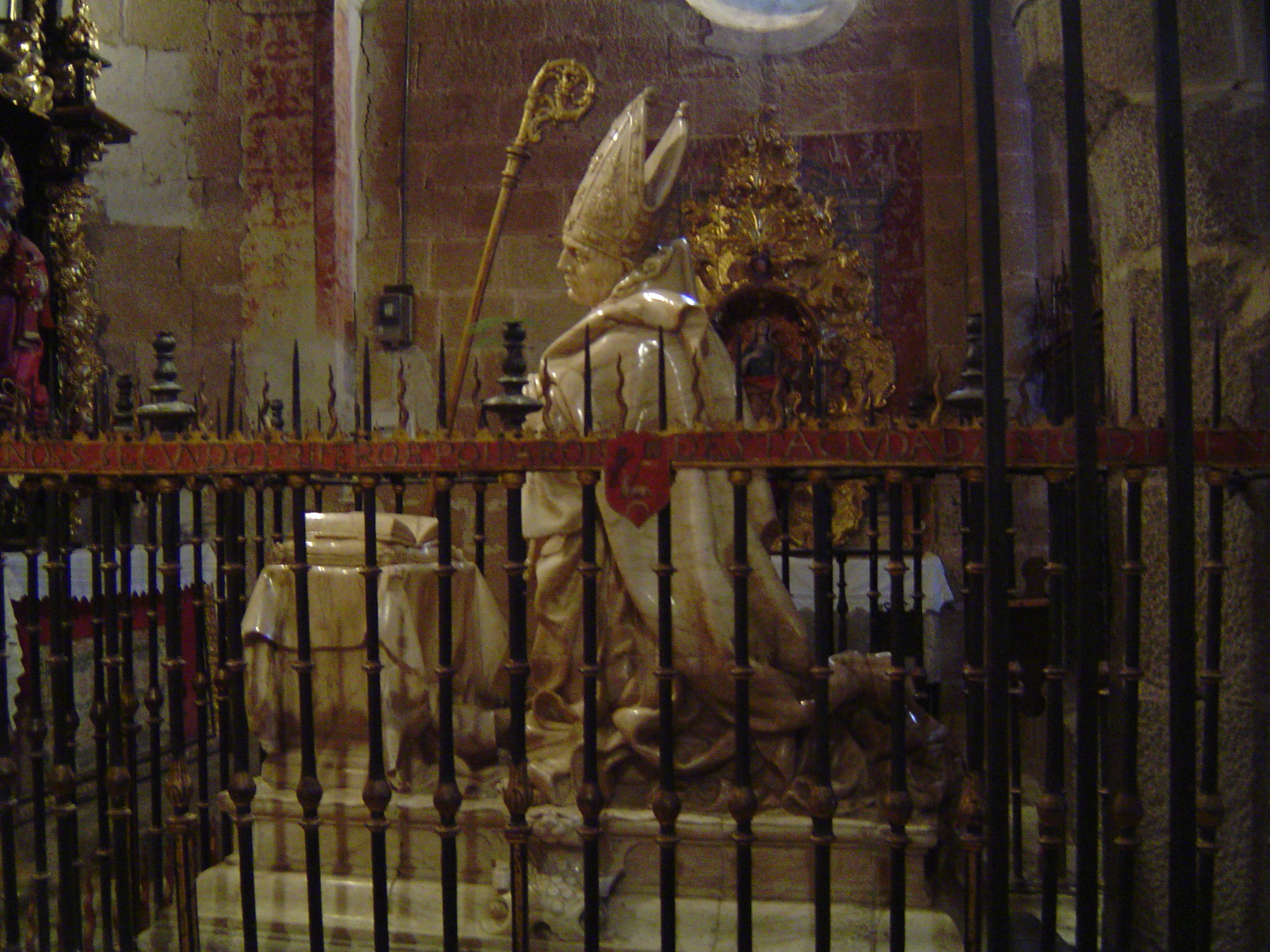
Interior de la ermita